# Marquesado de Osorno
El marquesado de Osorno fue un título nobiliario español concedido por Carlos IV de España por Real Decreto de 27 de enero de 1796 a Ambrosio Bernardo O'Higgins y O'Higgins, barón de Ballenary, nacido en una familia católica en Irlanda, capitán general-presidente de Chile y recién nombrado virrey del Perú.

## Denominación
La denominación del título se refería a la ciudad de Osorno, al sur del Reino de Chile,[cita requerida] cuya repoblación había dirigido O'Higgins como gobernador.

## Carta de otorgamiento
En atención a el mérito y servicios de Don Ambrosio O'Higgins, Barón de Ballenary, Virrey y Capitán General del Reyno del Perú, contraídos en varios destinos que ha servido en América, y especialmente en el tiempo que desempeñó la Capitanía General del Reyno de Chile y Presidencia de la Real Audiencia del mismo, ha venido en hacerle merced del título de Castilla, para sí, sus hijos, herederos y sucesores, con la denominación de Marqués de Osorno, libre de Lanzas y Medias Anatas durante su vida. Tendráse entendido en las Cámaras de Indias y se le expedirán los despachos correspondientes.
En Badajoz, a 27 de Enero de 1796.

## Marqueses de Osorno
|                        | Titular                                 | Periodo                |
| Creación por Carlos IV | Creación por Carlos IV                  | Creación por Carlos IV |
| ---------------------- | --------------------------------------- | ---------------------- |
| I                      | Ambrosio Bernardo O'Higgins y O'Higgins | 1796-1801              |
| Título caducado        |                                         |                        |

## Historia de los marqueses de Osorno

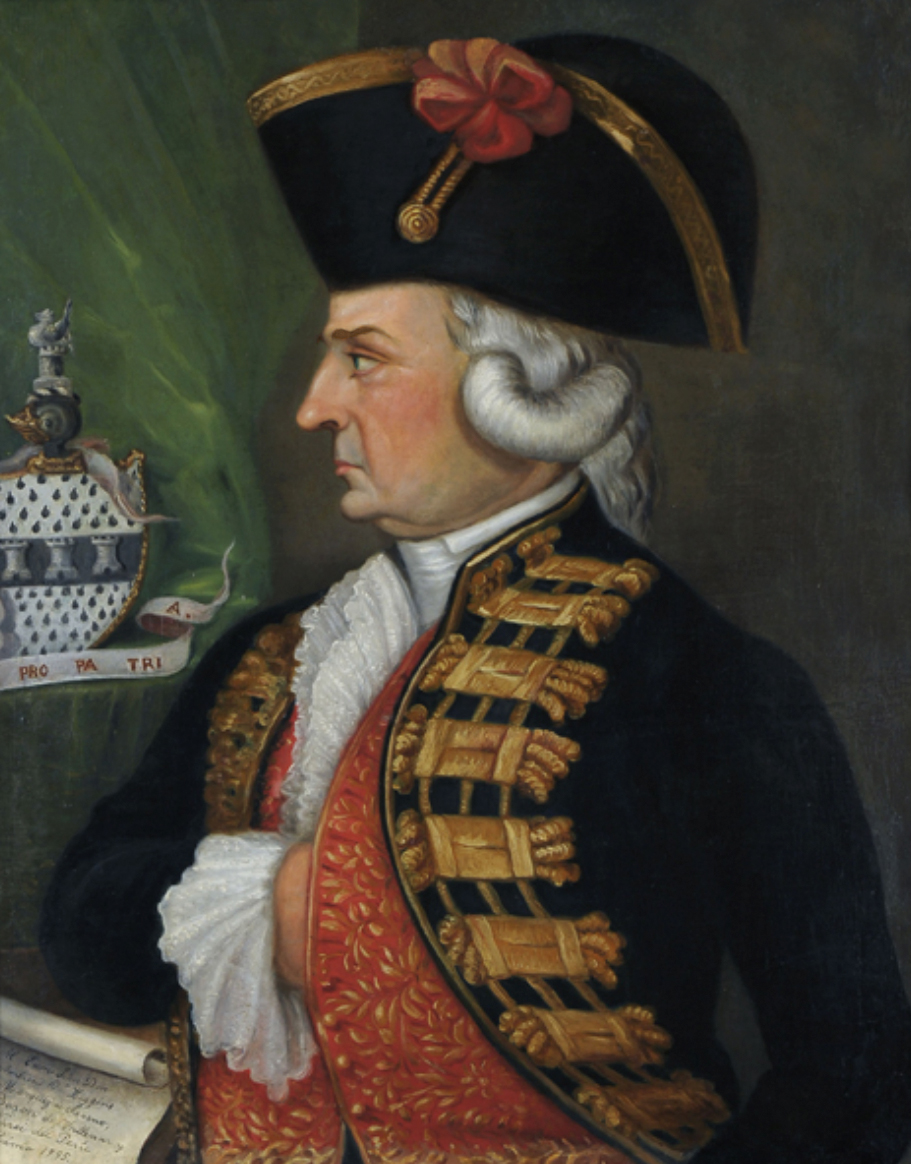
Ambrosio O'Higgins

- Ambrosio Bernardo O'Higgins y O'Higgins (Irlanda, 1720-Lima, 18 de marzo de 1801),[2] I marqués de Osorno y I barón de Ballenary. Comerciante y militar, gobernador de Chile, virrey del Perú.[3]

Padre, en Isabel Riquelme y Meza, de Bernardo O'Higgins, director supremo de Chile.
En 1806 el sobrino y heredero universal del I marqués, Tomás O'Higgins y Welsh, inició las gestiones para suceder a sus títulos. Sin embargo, sus derechos entraban en conflicto con su primo Bernardo, hijo natural del último marqués, si este lograba conseguir o probar una legitimación. Eventualmente, ninguno de los dos trámites dieron fruto en relación con la sucesión de los títulos, que quedaron vacantes.
El 17 de marzo de 1989 venció el plazo final para solicitar rehabilitaciones de títulos nobiliarios vacantes más de 40 años, y el marquesado de Osorno quedó definitivamente caducado.